# Welykyj Dalnyk
Welykyj Dalnyk (ukrainisch Великий Дальник; russisch Великий Дальник Weliki Dalnik) ist ein Dorf in der Oblast Odessa im Südwesten der Ukraine mit etwa 7600 Einwohnern (2004).

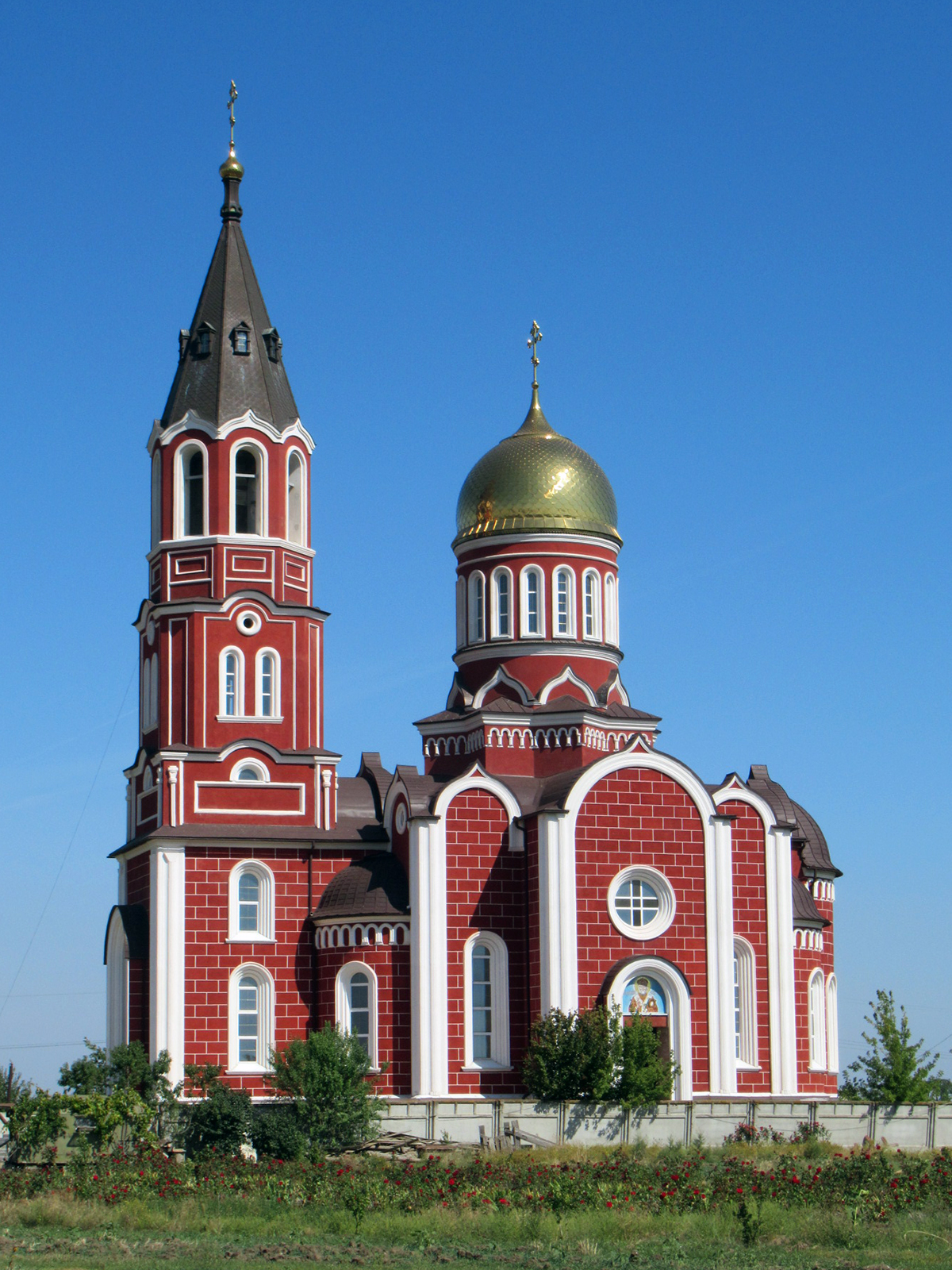
Kirche des Heiligen Großmärtyrers Georg des Siegreichen

Das 1810 gegründete Dorf liegt an den Fernstraßen M 15 und M 16 etwa 15 km westlich vom Stadtzentrum von Odessa. Im Osten grenzt das Gemeindegebiet an die 1987 gegründete Siedlung städtischen Typs Chlibodarske. Das ehemalige Rajonzentrum Biljajiwka liegt etwa 35 Kilometer westlich von Welykyj Dalnyk.

## Verwaltungsgliederung
Am 12. Juni 2020 wurde das Dorf zum Zentrum der neugegründeten Landgemeinde Welykyj Dalnyk (Великодальницька сільська громада/Welykodalnyzka silska hromada). Zu dieser zählten auch noch das Dorf Petrodolynske und die Ansiedlung Rosselenez, bis dahin bildete es zusammen mit der Ansiedlung Rosselenez die gleichnamige Landratsgemeinde Welykyj Dalnyk (Великодальницька сільська рада/Welykodalnyzka silska rada) im Süden des Rajons Biljajiwka.
Seit dem 17. Juli 2020 ist es ein Teil des Rajons Odessa.
Folgende Orte sind neben dem Hauptort Welykyj Dalnyk Teil der Gemeinde:
| Name                     | Name           | Name                             |
| ukrainisch transkribiert | ukrainisch     | russisch                         |
| ------------------------ | -------------- | -------------------------------- |
| Petrodolynske            | Петродолинське | Петродолинское (Petrodolinskoje) |
| Rosselenez               | Розселенець    | Расселенец (Rasselenez)          |